# マルメロ
マルメロ（榲桲・木瓜、葡: marmelo、学名: Cydonia oblonga）は、バラ目バラ科マルメロ属に分類される落葉高木の1種。マルメロ属はマルメロの1属1種で構成されている。中央アジア原産。

## 名称
ポルトガル語本来ではマルメロは果実の名で、樹はマルメレイロ (marmeleiro) という。英語名はクインス (quince)。別名「セイヨウカリン」。果実はバラ科のカリンによく似ており、栽培が盛んな長野県諏訪市など一部の地域では「かりん」と呼ばれる。これは江戸時代に「かりん」として持ち込まれた経緯から、明治になりマルメロと鑑定された後も従来の呼称が残ったものである。また、「木瓜」の字を当てられることもある。しかし、セイヨウカリン、カリン、ボケ（木瓜）はいずれも別属である。
学名（属名）のもとになったのは、ギリシャ南方の地中海に浮かぶクレタ島で、この島の古代都市シドニア (Cydonia) がその名の由来である。

## 植物分類上の系統
マルメロ属（Cydonia）はマルメロの1属1種で構成されているが、カリン属 (Pseudocydonia) とは、カナメモチ属 (Photinia) と共に非常に近縁である。そのほか、セイヨウカリン属 (Mespilius)、ボケ属 (Chaenomeles)、リンゴ属 (Malus)、ナシ属 (Pyrus) などとも、詳細な系統関係は不明ではあるがバラ科の中では比較的近く、同じナシ亜連に含まれる。
ほかの多くの作物と同様に、現在栽培されているマルメロは歴史上1000年以上にわたり、優良な果実をつける個体を選んで交配されてきたものである。しかし、互いに性質が似通っていく集団の中で交配が繰り返された結果、遺伝的に多様性が失われてゆき、温暖化した冬に適応したり、進化した病虫害から身を守る力が損なわれたりするおそれが指摘されている。そのため、栽培マルメロの祖先にあたる原産地のマルメロは、将来の交配に必要な遺伝的多様性を保っているため、保護する必要があるという主張もある。

## 特徴
原産地は中央アジアの、コーカサス山脈（アルメニアやトルクメニスタン）とイラン（ペルシャ）である。日本へは、江戸時代にポルトガル船によって長崎へ伝来した。マルメロは、カリンよりもやや涼しい場所が栽培適地である。原産地は夏が暑く、冬の寒さが厳しいところで、毎年の最高気温が7度未満の日が2週間以上ある土地でないと、よく花が咲かない。世界でマルメロが最も多い国はトルコで、世界生産量の4分の1を占めている。日本では主に長野県で栽培される。
樹皮は灰褐色で縦筋があり滑らかで、成木になると次第に鱗片状に剥がれるが、まだら模様にはならない。一年枝は赤褐色で、灰色の毛に覆われる。葉は互生、長さは7 - 12センチメートル (cm) 、幅6 - 9 cmで白い細かな毛で覆われている。
花期は春（4 - 5月）でカリンよりも遅く、葉が出た後に花が咲き、大きさは5 cm、色は白っぽいピンクで5枚の花弁がある。
果実（ナシ状果）は偽果で、熟した果実は明るい黄橙色で洋ナシ型をしており、長さ7 - 12 cm、幅6 - 9 cmである。リンゴやセイヨウナシの果実よりも大きくなり、ゴツゴツとしている。果実はカリンに似るが、未熟な果実は緑色で熟すと黄色になり、表面は灰色から白色の軟毛で覆われている。果実は渋くて硬く、生食には向かない。
冬芽は円錐形や卵形で、枝と同色である。枝先に仮頂芽がつき、枝には側芽が互生する。葉痕は三角形で、維管束痕が3個つく。

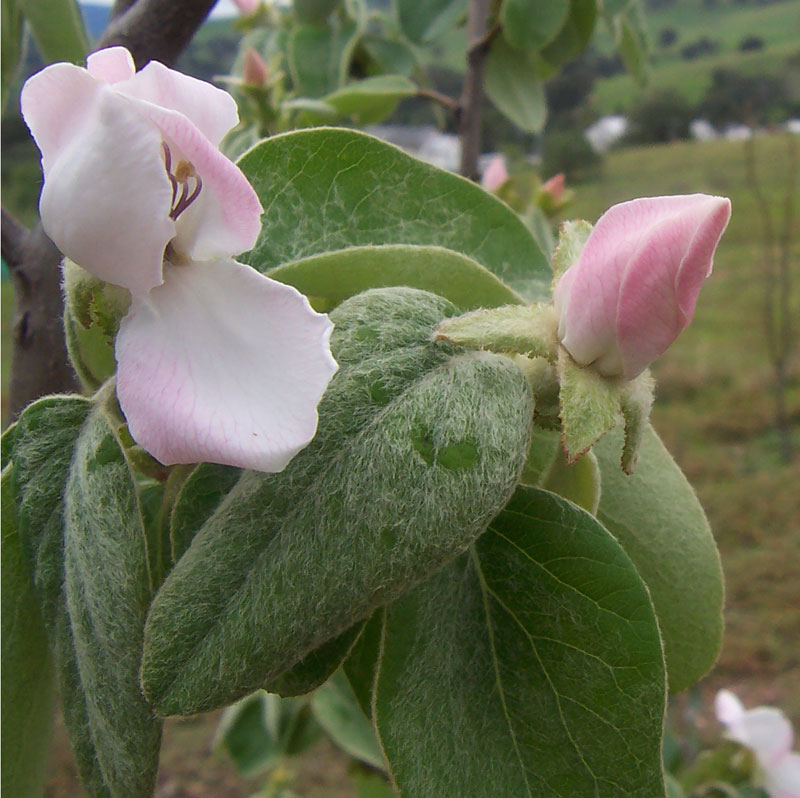
花
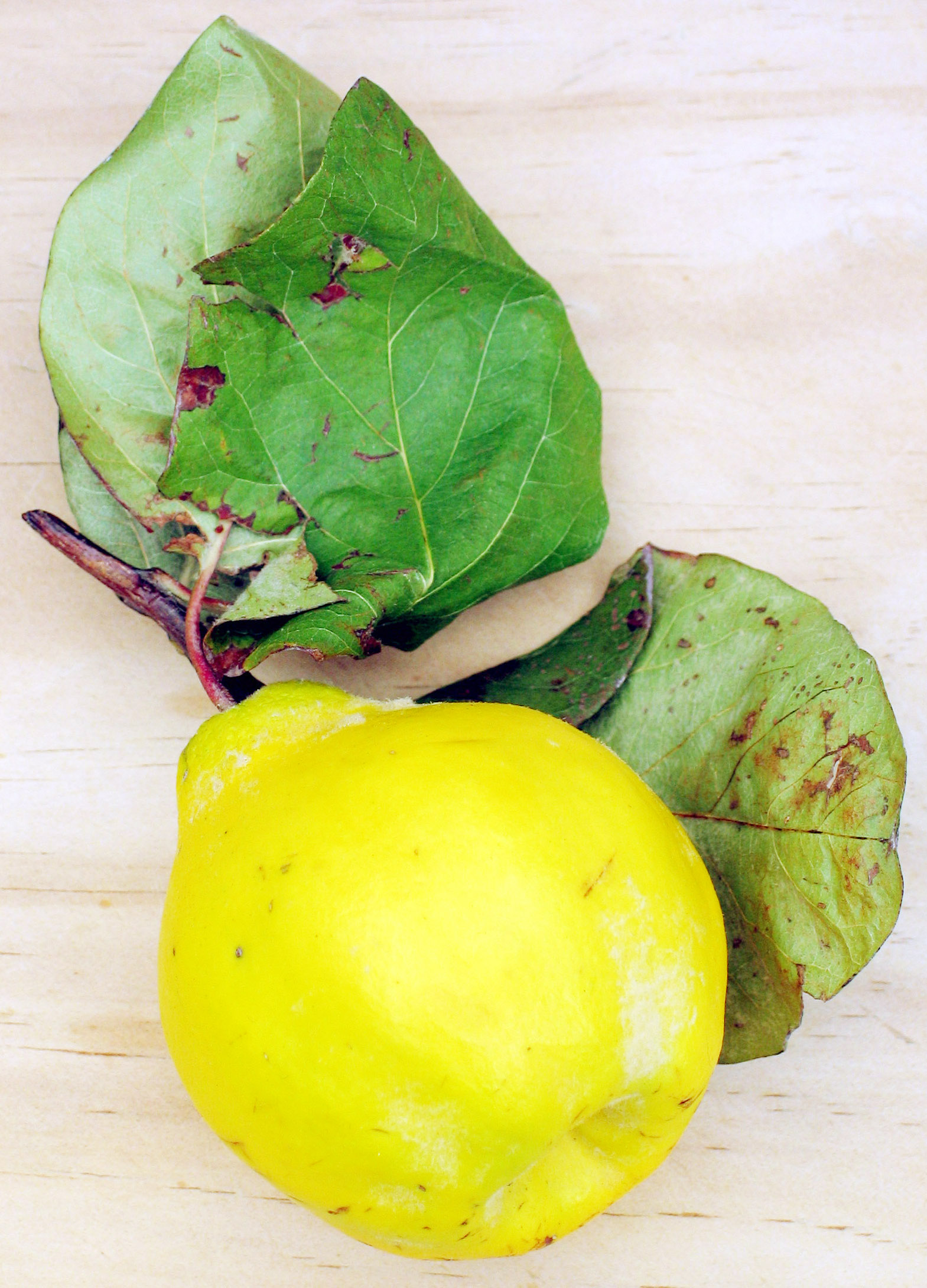
果実
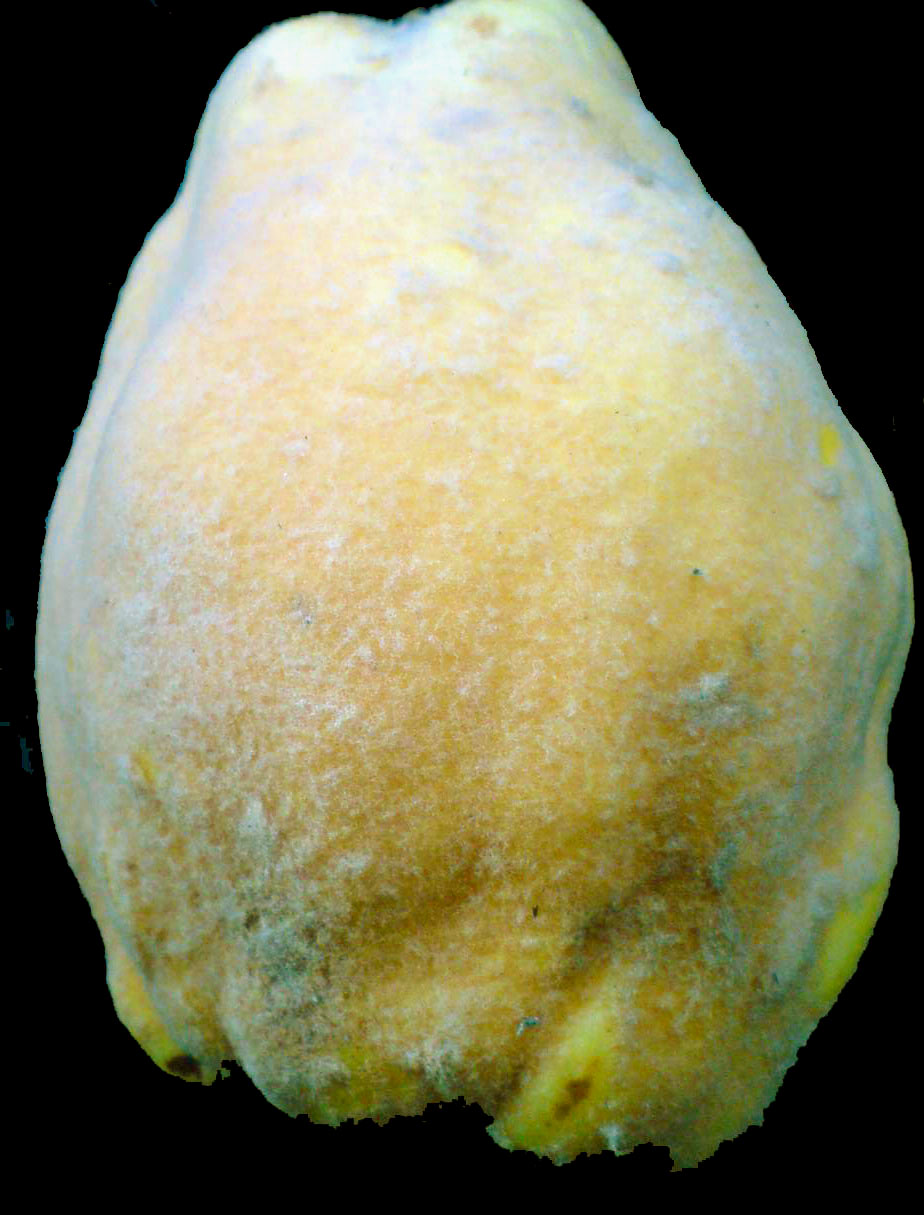
果実（表面には綿毛が密生する）

## 食用

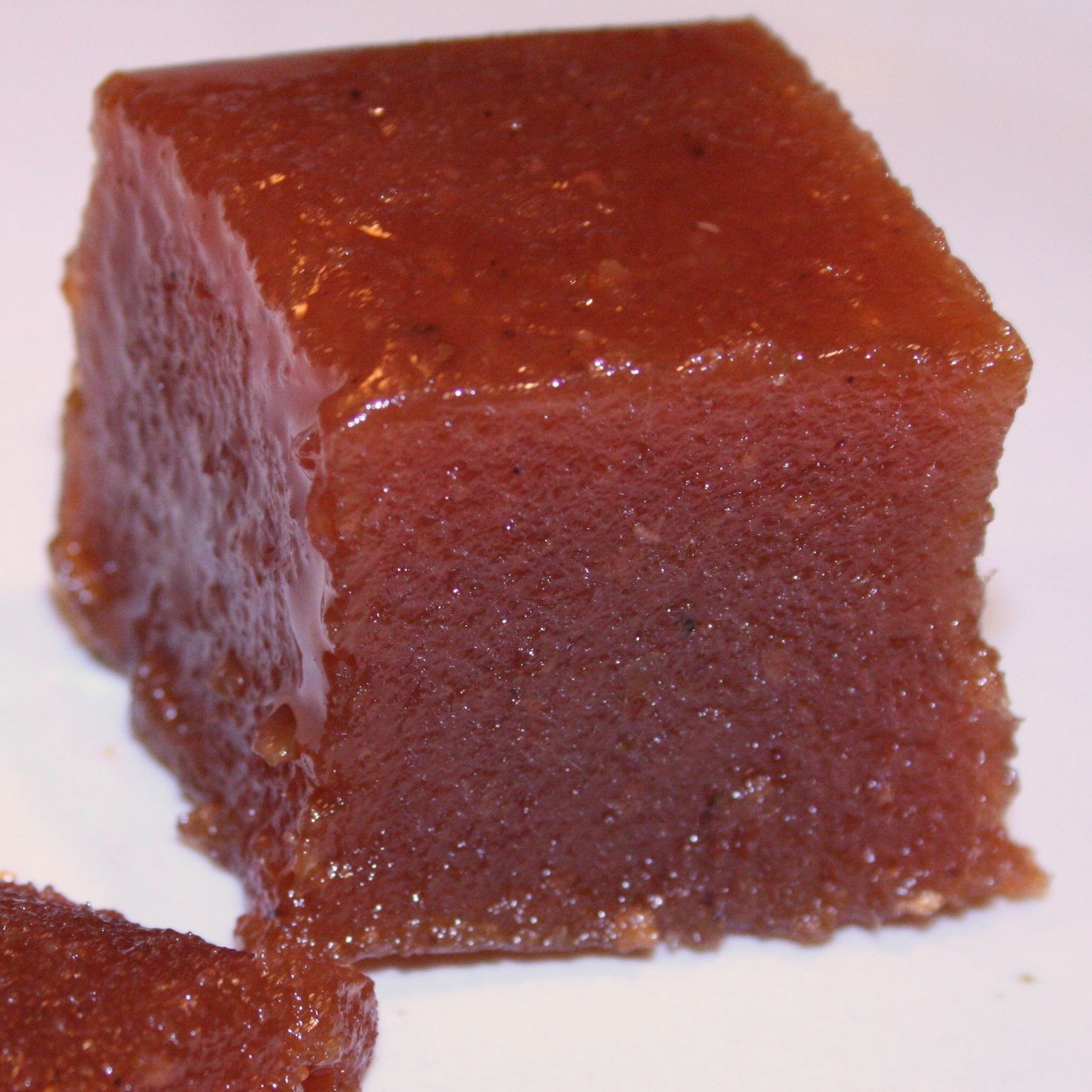
クインス・チーズ

果実は芳香があるが強い酸味があり、硬い繊維質と石細胞のため生食はできないが、カリンより果肉はやわらかく、同じ要領で果実酒、蜂蜜漬けや砂糖漬け、ジャムなどが作れる。成熟果の表面には軟毛が少し残っている場合があるので、よく落としてから切って調理する。白い果肉を十分に加熱すると、鮮やかなルビー色に変わる。
マーマレードは、マルメロの砂糖漬けが語源であるという（ただし他に諸説あり）。江戸時代、南蛮伝来のマルメロから作られたジャムを使った南蛮菓子「加勢以多」は、熊本藩主細川家御用達となり、朝廷や幕府にも献上された。
イギリスでは、生で食べられる甘い果物が19世紀に普及するまでは、どの家庭の台所にもマルメロの実があったといわれる。また地中海沿岸では、古典時代からマルメロが料理や文化の風景の中にあり、現代でも甘い料理や塩気のきいた料理に使われている。

## 文化

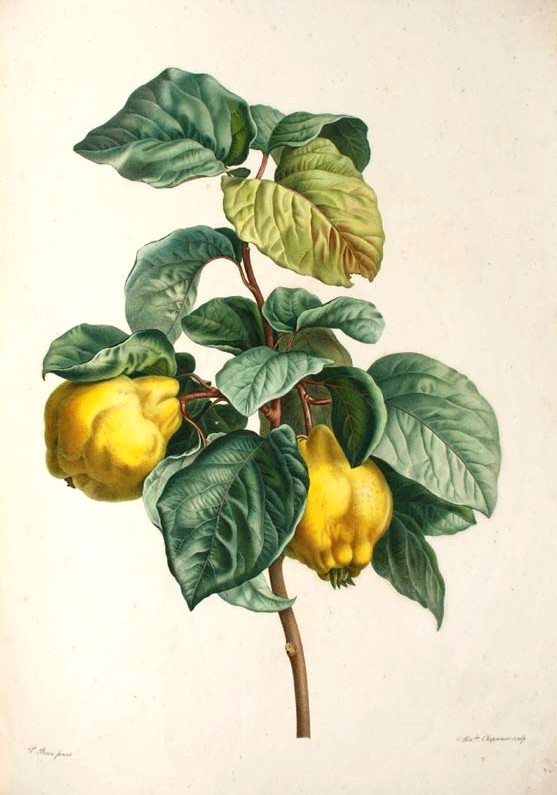
パンクラース・ベッサによる博物画

マルメロの花言葉を、「幸福」「魅惑」とする文献がある。
マルメロは「愛の糧」にも例えられ、ギリシャ神話で英雄パリスが女神アフロディーテに捧げた黄金のリンゴは、マルメロの実を指している。アタランテとヒッポメネスが戦った際、ヒッポメネスに与えられた黄金のリンゴもマルメロと言われている。紀元前600年ごろの古代ギリシャの都市アテネでは、婚礼の夜に新婦にマルメロの実を食べさせると、気立てがよく口臭や声がよい妻になると信じられていた。古代ローマ人は寝室の芳香剤としてマルメロの実を置き、ルネッサンス美術では情熱・忠誠・豊穣の象徴になった。
現代のギリシャでも、伝統的なウェディングケーキにマルメロの実が使われている。マルメロの実が媚薬になるという俗説は、部屋に置くと強い芳香があることから生まれたのではないかといわれている。